# Řád chryzantémy

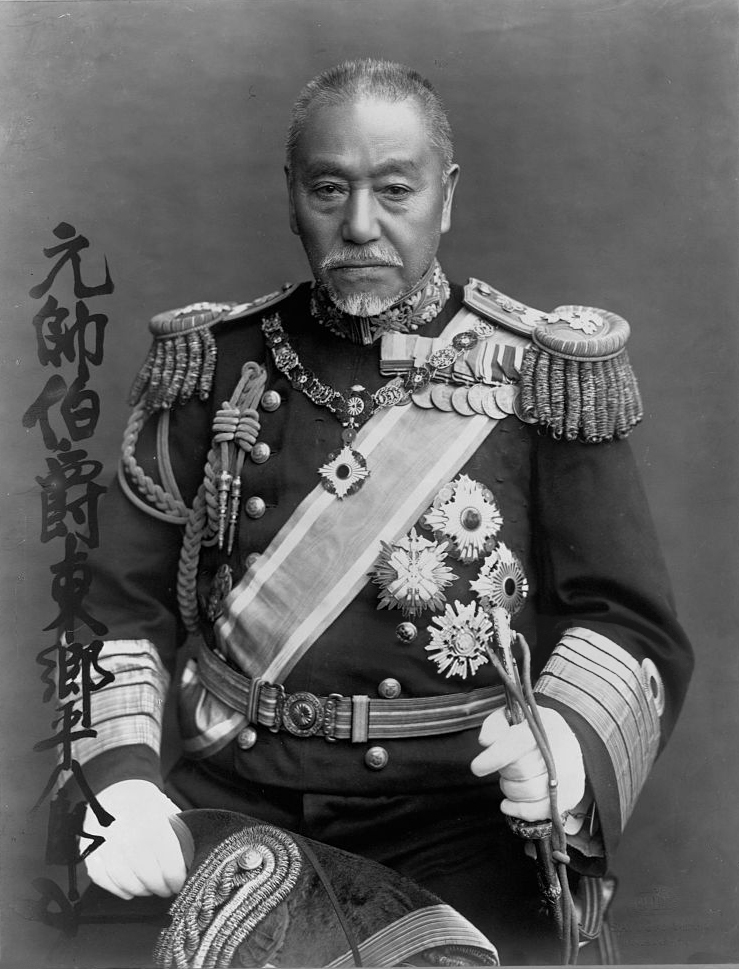
Admirál Heihačiró Tógó byl jedním z šesti Japonců bez císařského původu, který obdržel řádový řetěz za svého života

Řád chryzantémy (大勲位菊花章, [Daikun'i kikka šó], Hepburnův přepis Dai-kun'i kikka-shō) je nejvyšší japonský řád. Byl zřízen císařem Meidžim v roce 1876. Původně byl udílen v jediné třídě velkostuhy, v roce 1888 byl k řádu doplněn řetěz, který byl udílen zejména členům císařské rodiny a hlavám států. Technicky byl i nadále udílen v jediné třídě. Může být udělen i posmrtně. Podobně jako u Řádu vycházejícího slunce se i zde používá symbolika vycházejícího slunce jak na odznaku tak na hvězdě a také květu chryzantémy, který je symbolem císařské rodiny.

## Historie a pravidla udílení
Řád založil 27. prosince 1876 japonský císař Meidži. Do roku 1888 byla udílena pouze velkostuha. Dne 4. ledna 1888 byl k řádu doplněn řádový řetěz, který byl vyšším stupněm vyznamenání, ale i nadále byl technicky udílen v jediné třídě.
Po druhé světové válce bylo udílení řádu omezeno především na cizince. V roce 1964 bylo obnoveno udílení řádu Japoncům. Podle japonské ústavy přijaté roku 1946 je udílení řádů státním aktem, který císař vykonává jménem japonského lidu se souhlasem vlády. Udílí je osobně císař během speciálního ceremoniálu v Císařském paláci.
S výjimkou členů císařské rodiny bylo během svého života oceněno řádovým řetězem pouze šest občanů Japonska. Naposledy se tak stalo v roce 1928, kdy vyznamenání obdržel bývalý předseda vlády Kinmoči Saiondži. Dalších sedm Japonců obdrželo řádový řetěz posmrtně. Naposledy k tomu došlo v roce 1975, kdy byl řád udělen bývalému předsedovi vlády Eisaku Sató. Nyní je držitelem řádového řetězu pouze vládnoucí císař s výjimkou zahraničních hlav států, kterým může být udělen na důkaz přátelství.

## Insignie
Řádový odznak má tvar 32cípého pozlaceného odznaku s bíle smaltovanými paprsky o různé délce. Uprostřed je červeně smaltovaný sluneční kotouč. Mezi paprsky jsou žlutě smaltované květy chryzantémy se zeleně smaltovanými listy. Ke stuze i k řetězu je připojen pomocí přechodového článku v podobě žlutě smaltovaném květu chryzantémy.
Řádový řetěz je vyrobený ze zlata a tvoří jej 12 článků v podobě zlatých květů chryzantémy, obklopených zeleně smaltovanými listy, které se střídají s 12 články v podobě zlatého rostlinného ornamentu. Středový článek je větší a má podobu chryzantémy obklopené věncem z listů stejné rostliny.
Stuha je červená s tmavě modrými pruhy na obou okrajích. Nosí se spadající z pravého ramene na levý bok.

Řádová hvězda má tvar podobný odznaku, ale je stříbrná bez přívěsku v podobě chryzantémy. Hvězda se nosí nalevo na hrudi.

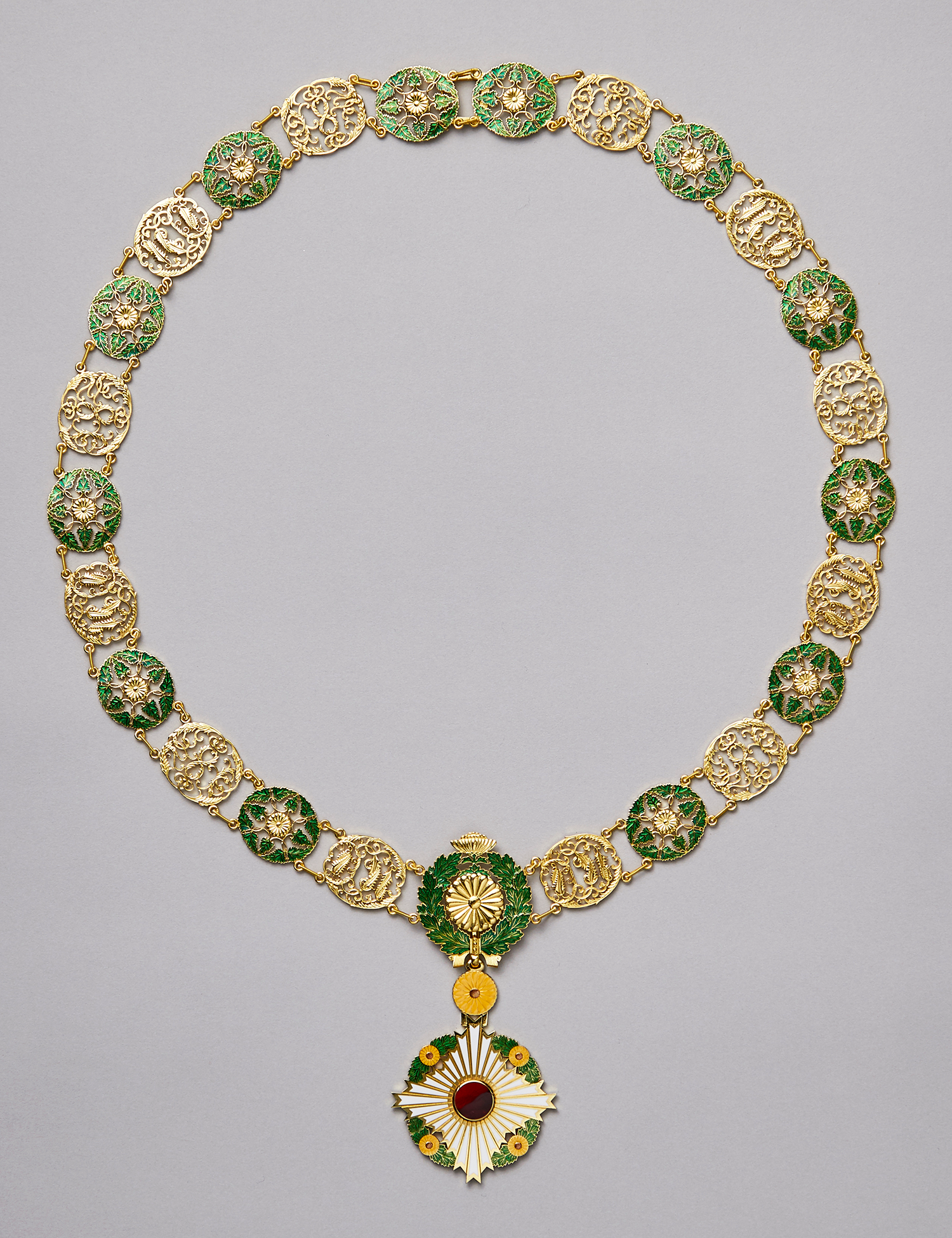
Řádový řetěz
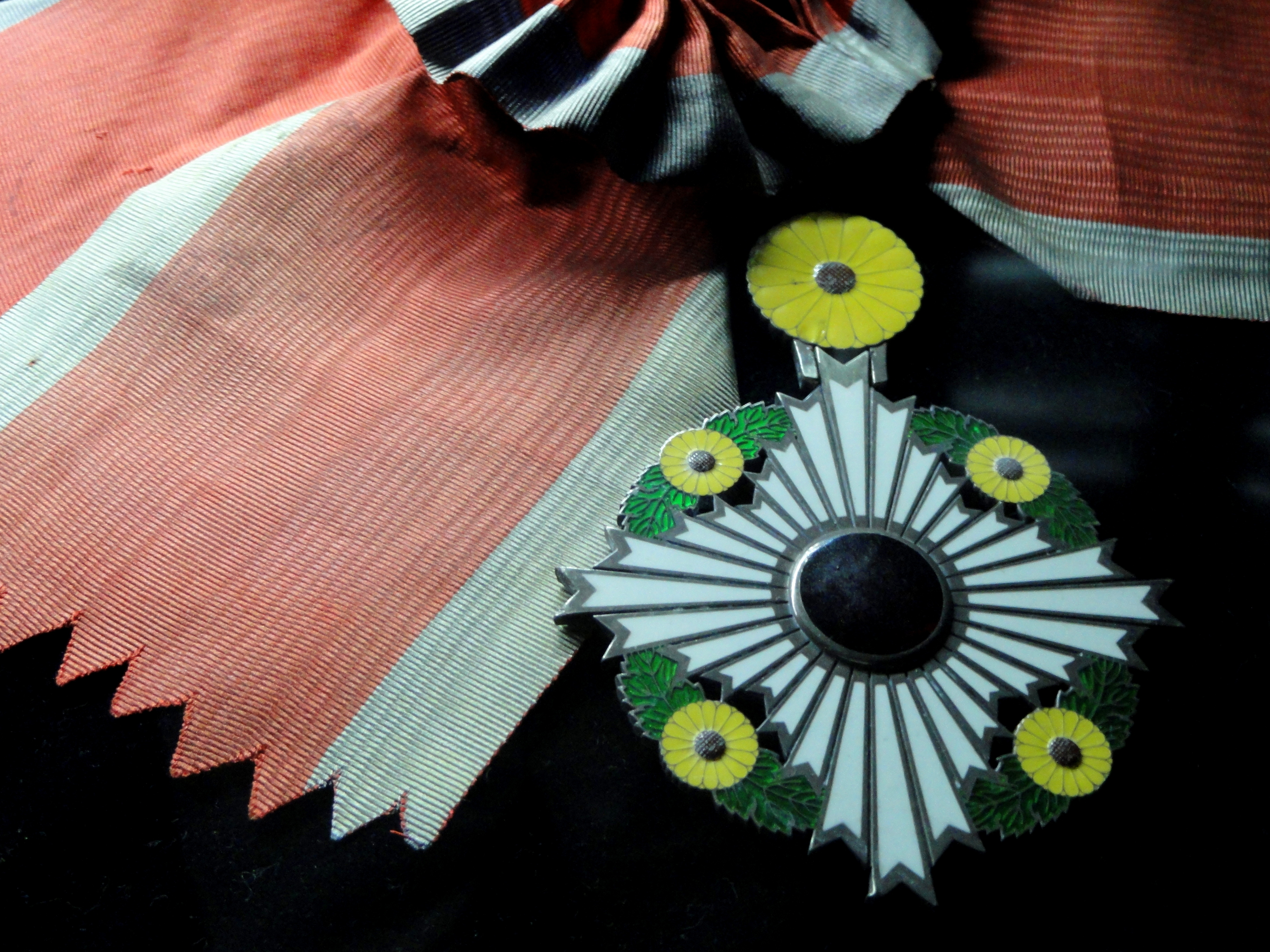
Velkostuha
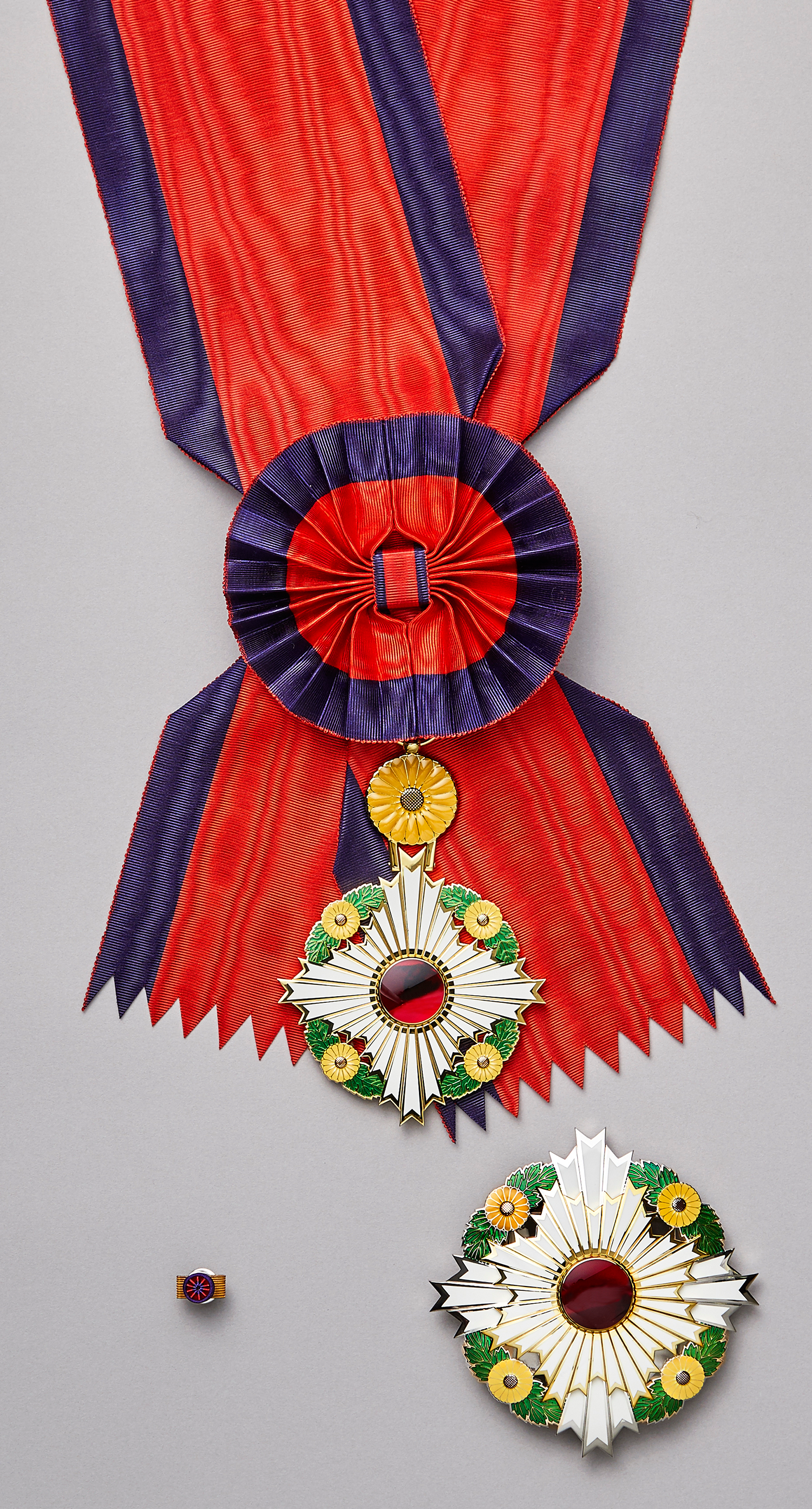
Velkostuha a řádová hvězda

## Třídy
Řád je udílen v jedné řádné třídě ve dvou typech:
- velkostuha s řetězem (japonsky: 大勲位菊花章頸飾) – Tento typ je vyhrazen vládnoucímu japonskému císaři a zahraničním hlavám států jako výraz přátelství.
- velkostuha (japonsky: 大勲位菊花大綬章)

## Hlavy řádu
- císař Meidži: 27. prosince 1876 – 30. července 1912
- císař Taišó: 30. července 1912 – 25. prosince 1926 (velkostuha 3. listopadu 1889 a řetěz 10. května 1900)
- císař Hirohito: 25. prosince – 7. ledna 1989 (velkostuha 9. září 1912 a řetěz 24. září 1921)
- císař Akihito: 7. ledna 1989 – 30. dubna 2019 (velkostuha 10. listopadu 1952)
- císař Naruhito: 1. května 2019 – dosud (velkostuha 23. února 1980)